# Walter Elliot (homme politique écossais)
Cet article concerne l'homme politique. Pour le botaniste, voir Walter Elliot. Pour le personnage de roman, voir Persuasion (roman).
Walter Elliot Elliot, (19 septembre 1888 - 8 janvier 1958) est un éminent homme politique du Parti unioniste écossais dans l'Entre-deux-guerres. Il est secrétaire d'État pour l'Écosse.

## Biographie
Fils aîné de William Elliot, commissaire-priseur de bétail et de sa femme, Ellen Elizabeth Shiels , Walter Elliot est né à Lanark. Sa mère décède lors de la naissance de son plus jeune frère. Les enfants sont ensuite élevés par les proches de la mère à Glasgow . Ils semblent avoir eu une entreprise, Shiels, Elliot et Nelson, qui fabriquait du matériel agricole, notamment la machine à traire brevetée Shiels .
Elliot grandit à Glasgow et fait ses études au Lanark High School et à la Glasgow Academy. À partir de 1905, il étudie les sciences et la médecine à l'université de Glasgow et en sort diplômé de chirurgie (MB ChB) en 1913. Il est président du Glasgow University Union de 1911 à 1912. L'un de ses amis de l'Académie, à l'université et au-delà, est le dramaturge Osborne Henry Mavor .
En 1913-1914, il est brièvement House Surgeon à la Western Infirmary à Glasgow.
Au début de la Première Guerre mondiale, il s'enrôle comme médecin militaire dans le Royal Army Medical Corps attaché aux Royal Scots Greys. Il remporte une croix militaire pour ses actions à Wancourt lors de la bataille d'Arras en avril 1917 et une deuxième Croix militaire à Cambrai en novembre 1917, ajoutant une barrette à la médaille originale. Walter est blessé à la jambe au cours du dernier mois de la guerre, mais est rentré chez lui en toute sécurité. Son frère cadet Dan Elliot est tué à Gallipoli.
En 1924, il est élu membre de la Royal Society of Edinburgh avec comme proposants Sir Robert Blyth Greig, Frederick Orpen Bower, Arthur Crichton Mitchell et William Archer Tait .
Il est recteur de l'université d'Aberdeen de 1933 à 1936 et recteur de l'université de Glasgow de 1947 à 1950. Il est gouverneur de The Peckham Experiment en 1949 . Il est fait Compagnon d'honneur (CH) en 1952. Il est également Lord High Commissioner de l'Assemblée générale de l'Église d'Écosse. Six universités lui ont décerné des doctorats honorifiques (LLD).
Il décède dans le domaine familial de Harwood (hérité de son père) à Bonchester Bridge le 8 janvier 1958 d'une thrombose coronarienne. Il est enterré dans le cimetière de Hobkirk .

## Carrière politique
Elliot entre ensuite en politique et est élu député de Lanark aux élections générales de 1918. Il perd ce siège aux élections générales de 1923 mais, un an plus tard, lors d'une élection partielle de 1924, il est élu député de Glasgow Kelvingrove. Il est considéré par beaucoup comme une étoile montante. En 1932, il entre au Cabinet en tant que ministre de l'Agriculture et est ensuite secrétaire d'État à l'Écosse et ministre de la Santé. Parmi ses réalisations, la loi sur la commercialisation des produits agricoles, qui vise à protéger les producteurs de denrées alimentaires de la faillite au milieu d'excédents massifs et de l'effondrement des prix, l'introduction de lait gratuit pour les écoliers et la création de la National Housing Company, qui construit des « Weir Houses » préfabriquées à Clydeside.
Le 29 mars 1939, Elliot fait adopter la loi sur le cancer de 1939 - "Loi visant à prendre des dispositions supplémentaires pour le traitement du cancer, à autoriser le ministre de la Santé à prêter de l'argent au National Radium Trust, à interdire certaines publicités relatives au cancer et à fins liées aux questions susmentionnées ". Toutes les dispositions de la loi visant à améliorer le traitement du cancer à l'échelle nationale ont depuis été supprimées, ne laissant que l'interdiction des publicités relatives aux traitements contre le cancer .
En 1938, la carrière d'Elliot atteint un tournant quand il faillit démissionner après les accords de Munich mais décide de ne pas le faire. Par voie de conséquence, son influence politique chute et quand Winston Churchill remplace Neville Chamberlain comme Premier ministre en 1940, Elliot quitte le gouvernement. Il est ensuite Lord High Commissioner auprès de l'Assemblée générale de l'Église d'Écosse. Aux élections de 1945, il perd son siège à Kelvingrove par seulement 88 voix . Il est réélu pour le siège des universités combinées écossaises lors d'une élection partielle en novembre 1946. Lorsque les sièges universitaires ont été supprimés, Elliot est réélu à Kelvingrove où il bat son adversaire travailliste de 1945, John Lloyd Williams, et le candidat du SNP Hugh MacDiarmid aux élections de 1950.
Elliot dirige également la populaire Commission Elliot sur l'enseignement supérieur en Afrique de l'Ouest dont le rapport amène à la création des premiers collèges universitaires dans les pays d'Afrique de l'Ouest tels que le Nigeria et le Ghana.

## Famille
Elliot épouse Helen Hamilton en 1919, mais elle meurt d'un accident d'alpinisme lors de leur lune de miel. Il se remarie avec Katharine Tennant (la fille de Charles Tennant (baronnet) et une demi-sœur de Margot Asquith) le 2 avril 1934.

## Publications
- Le toryisme au XXe siècle (1927)
- Longue distance (1943)